# Casper Ankergren
Casper Ankergren (* 9. November 1979 in Køge) ist ein ehemaliger dänischer Fußballspieler. Der Torwart stand zuletzt bei Brighton & Hove Albion unter Vertrag.

## Karriere
Ankergren begann seine Karriere beim Solrød FC, bevor er zu Køge BK in die dänische Superliga wechselte. Schließlich ging er nach guten Leistungen zu Brøndby IF. Ankergren gewann zweimal den Meistertitel in Dänemark sowie den Pokal. Nachdem Brøndby den ehemaligen dänischen Nationaltorhüter Stephan Andersen gekauft hatte, verließ Ankergren Dänemark und wurde nach England zu Leeds United verliehen. Nach überragenden Leistungen verpflichte ihn Leeds United fest für drei Jahre, die Ablösesumme blieb unbekannt. Zu Beginn der Saison 2009/10 wurde Ankergren Leeds’ Nummer zwei hinter Torhüter Shane Higgs. Am 6. August 2010 unterzeichnete Ankergren bei seinem ehemaligen Co-Trainer von Leeds United Gustavo Poyet in Brighton einen Vertrag. Sein Debüt gab er am 7. August beim 2:1-Sieg von Brighton & Hove Albion gegen Swindon Town.
Nach Ende der Premier-League-Saison 2016/17 beendete Ankergren seine aktive Karriere.

## Erfolge
mit Brøndby IF:
- dänischer Meister: 2002, 2005
- dänischer Pokalsieger: 2003, 2005

mit Leeds United:
- Aufstieg in die Football League Championship: 2010